# Neotephritis semifusca
Neotephritis semifusca är en tvåvingeart som först beskrevs av Wulp 1900.  Neotephritis semifusca ingår i släktet Neotephritis och familjen borrflugor. Inga underarter finns listade i Catalogue of Life.